# Koro-ni-O
Koro-ni-O – miejscowość w Fidżi (Dystrykt  Zachodni), na wyspie Viti Levu, w prowincji Ba. Położona w odległości 25 kilometrów na południe od Navai i jest znana jako „wioska chmur”. Obecnie obszar ten jest siedzibą systemu hydroelektrycznego Monasavu, największego projektu rozwojowego kiedykolwiek podjętego przez rząd Fidżi, który kosztował 234 milionów dolarów.
Projekt zaprojektowany, aby zmniejszyć zależność kraju od importowanych paliw, został zapoczątkowany w 1978 roku i zakończony w 1983 roku. Najbardziej widocznym elementem systemu jest 82-metrowa zapora wodna zbudowana na rzece Nanuka, w wyniku czego powstało 17-kilometrowe jezioro, położone na Plateau Nadrau, około 1000 metrów nad poziomem morza, w górach w środku wyspy Viti Levu. To jezioro jest największe spośród dwóch jezior Fidżi (drugie jest na Taveuni). W tym jeziorze jest możliwe wędkowanie dla swoich potrzeb, występuje w nim malajski karp (tilapia).
Około 625 metrów poniżej poziomu zapory na rzece Wailoa wybudowano elektrownię, która połączona z tamą za pomocą 5,4-kilometrowego tunelu. Cztery turbiny o mocy 20 megawatów wytwarzają stosunkowo tanią energię elektryczną, która następnie przenosi się poprzez napowietrzne linie elektroenergetyczne na południe do Suvy i na zachód do Nadi.